# GrassBase
GrassBase (eller GrassBase – The Online World Grass Flora) är en webb-baserad databas över gräsarter, som drivs av Royal Botanic Gardens, Kew. Databasens  skapare är W.D. Clayton, M.S. Vorontsova, K.T. Harman och H. Williamson.
GrassBase kommer slutgiltigt att tillhandahålla en integrerad, onlinevisning av världens alla gräsarter. Det första steget mot denna integration har varit sammanställningen av nästan 11 000 artbeskrivningar från DELTA-formatet som de är kodade i.

## Beskrivningar
Detta avsnitt av databasen innehåller beskrivningar av arter och släkten utifrån en DELTA-databas. Artbeskrivningarna är alla individuellt hämtade från tillförlitliga källor såsom floristbeskrivningar där så är möjligt och kompletteras med originalbeskrivningar och jämförelse med artprover där så bedöms avgörande. Sidorna med artbeskrivning innehåller länkar som gör det möjligt att söka i ett antal andra online-databaser, såsom Herbarium Catalogue, den elektroniska Plant Information Centre, GBIF, Tropicos och Google.

## Synonymi
Nomenklaturdelen av databasen ligger för närvarande (2016) i en nedladdningsbar Microsoft Access-databas. Denna databas kan producera regionala och nationella checklistor och hitta det godtagna namnet och synonymer för över 60 000 gräsarter. Vart och ett av de godkända namnen är kopplat till artens beskrivningssida. Ytterligare tillgänglig information inkluderar ursprungliga citat och typortsuppgifter.